# Premio Haggerty
El Premio Haggerty (en inglés, Haggerty Award) es un premio entregado al mejor baloncestista universitario del área metropolitana de Nueva York. Fundado en 1936, el galardón lo reciben únicamente jugadores de la División I de la NCAA y está presentado por el National Invitation Tournament (NIT) y la Met Basketball Writers Association (MBWA).
A fecha de 2021, el premio lo han recibido jugadores de 15 universidades de la División I. La Universidad de St. John's en Jamaica (Queens) cuenta con 27 premiados, seguidos por Seton Hall, con quince. 
Tres jugadores han ganado el premio en tres ocasiones: Jim McMillian de Columbia (1968–1970), Chris Mullin de St. John's (1983–1985) y Charles Jenkins de Hofstra (2009-2011). McMillian ganó el campeonato de la NBA de 1972 con Los Angeles Lakers; Mullin logró dos medallas de oro olímpicas (1984, 1992) con la selección estadounidense y participó en cinco All-Star Game de la NBA.

## Ganadores

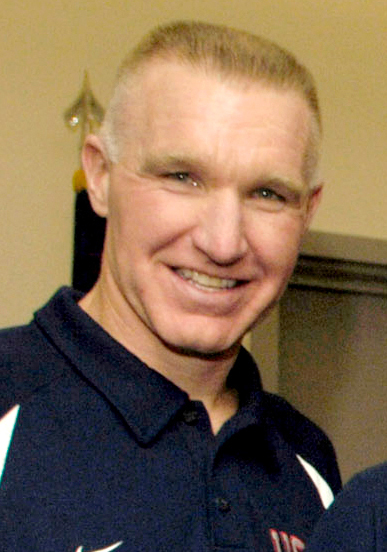
Chris Mullin es uno de los dos jugadores que ha ganado el premio en tres ocasiones.

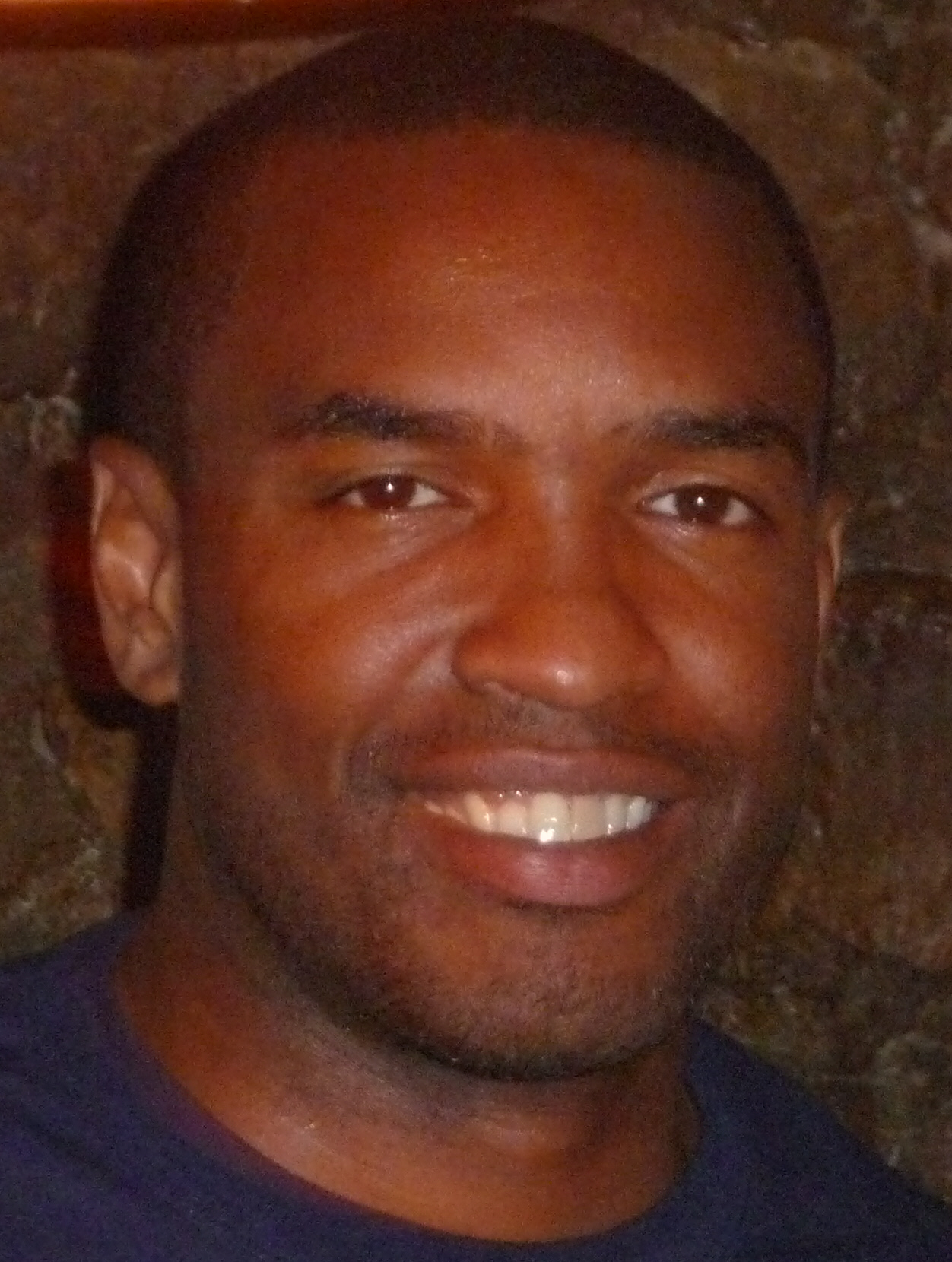
Terry Dehere ganó el premio en 1993 con Seton Hall Pirate.

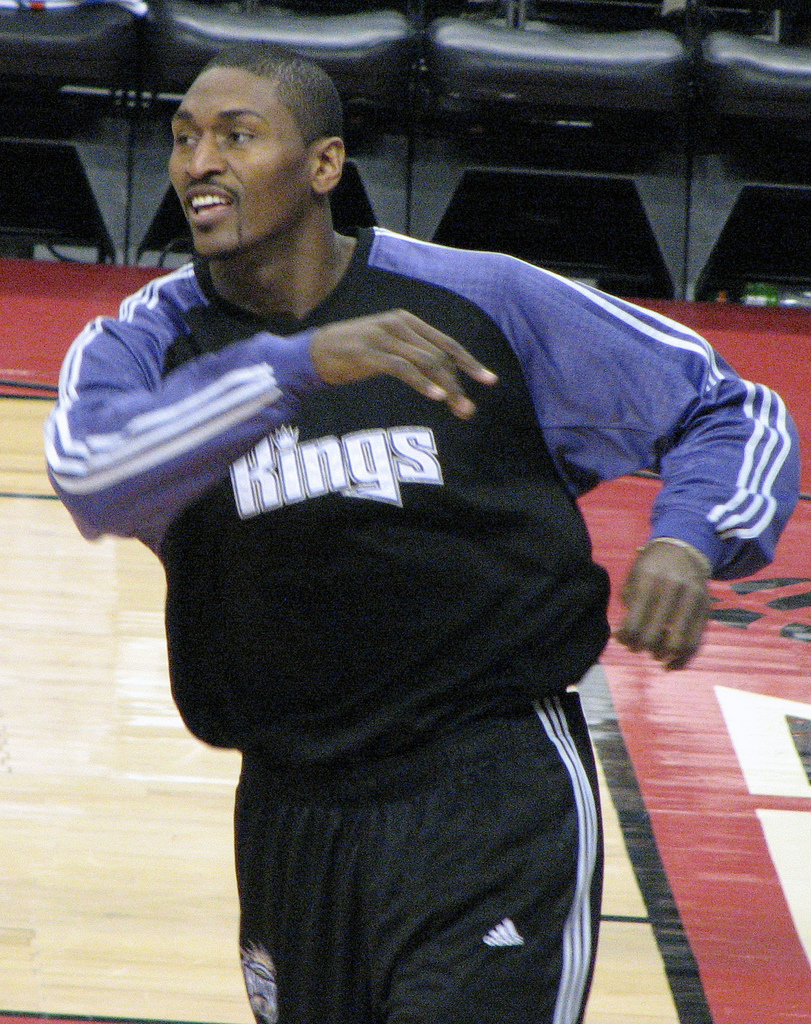
Ron Artest ganó el premio en 1999 con St. John's.

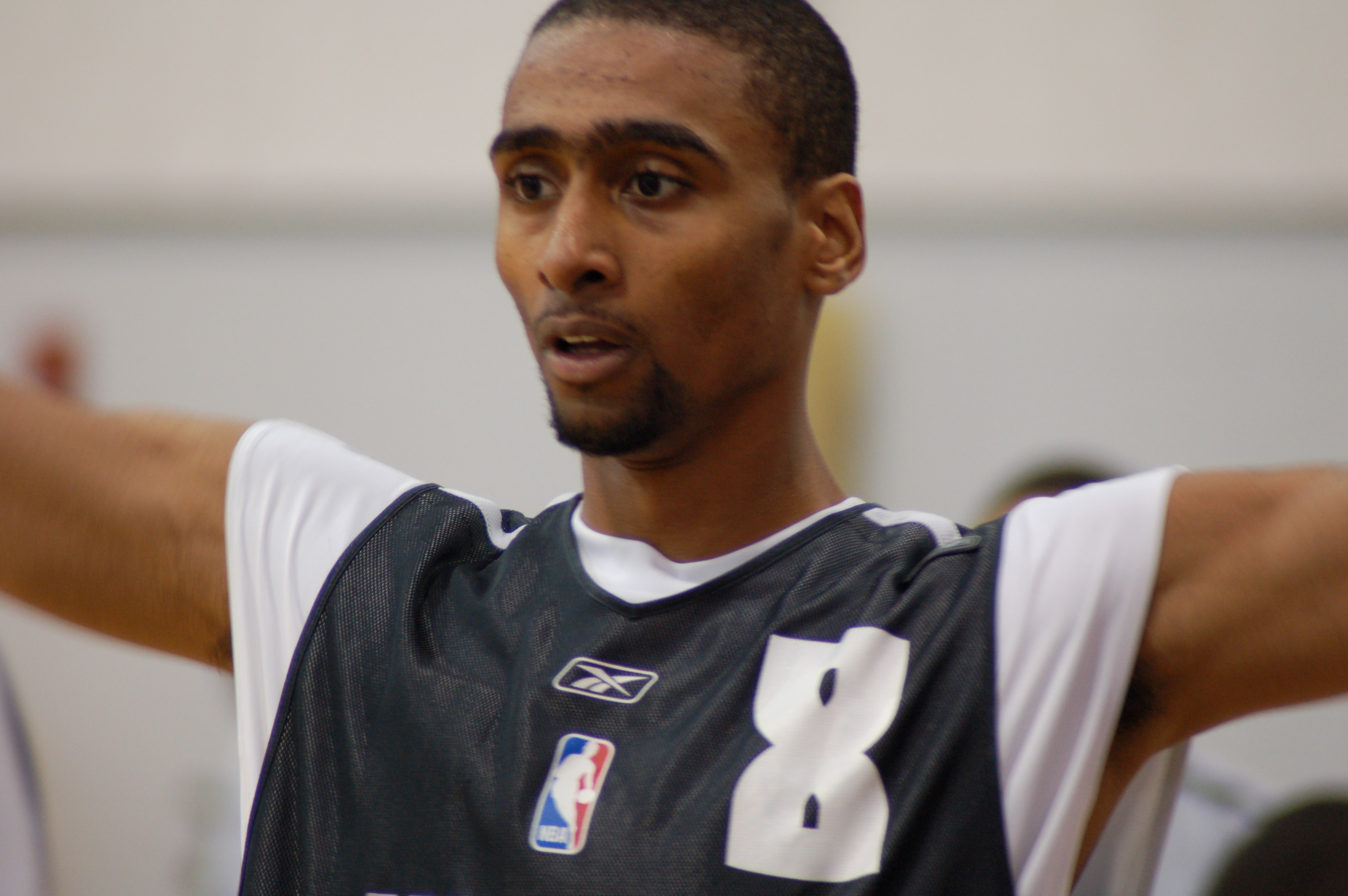
Quincy Douby ganó el premio en 2006 con Rutgers.

| †           | Co-Jugadores del año                                                                                                |
| *           | Ganador del premio al mejor universitario del año: el Naismith College Player of the Year o el John R. Wooden Award |
| Jugador (X) | Denota el número de veces que ha conseguido el galardón                                                             |

| Temporada | Jugador                | Universidad   | Posición      | Curso     | Referencia |
| --------- | ---------------------- | ------------- | ------------- | --------- | ---------- |
| 1935–36   | Jules Bender           | Long Island   | Alero/Escolta | Junior    |            |
| 1936–37   | Ben Kramer             | Long Island   | Alero         | Senior    |            |
| 1937–38   | Bernie Fliegel         | CCNY          | Pívot         | Senior    |            |
| 1938–39   | Irv Torgoff            | Long Island   | Ala-Pívot     | Senior    |            |
| 1939–40   | Ben Auerbach           | NYU           | Alero         | Junior    |            |
| 1940–41   | Jack Garfinkel         | St. John's    | Base          | Senior    |            |
| 1941–42   | Jim White              | St. John's    | Base/Escolta  | Senior    |            |
| 1942–43   | Andrew "Fuzzy" Levane  | St. John's    | Alero/Escolta | Senior    |            |
| 1943–44   | Dick McGuire           | St. John's    | Base          | Freshman  |            |
| 1944–45   | Bill Kotsores          | St. John's    | Ala-Pívot     | Senior    |            |
| 1945–46   | Sid Tanenbaum          | NYU           | Escolta       | Junior    |            |
| 1946–47   | Sid Tanenbaum (2)      | NYU           | Escolta       | Senior    |            |
| 1947–48   | Dolph Schayes          | NYU           | Pívot         | Senior    |            |
| 1948–49   | Dick McGuire (2)       | St. John's    | Base          | Senior    |            |
| 1949–50   | Sherman White          | Long Island   | Ala-Pívot     | Junior    |            |
| 1950–51   | John Azary             | Columbia      | Alero         | Senior    |            |
| 1951–52   | Ron MacGilvray         | St. John's    | Base          | Senior    |            |
| 1952–53   | Walter Dukes           | Seton Hall    | Pívot         | Senior    |            |
| 1953–54   | Ed Conlin              | Fordham       | Ala-Pívot     | Junior    |            |
| 1954–55   | Ed Conlin (2)          | Fordham       | Ala-Pívot     | Senior    |            |
| 1955–56   | Bill Thieben           | Hofstra       | Ala-Pívot     | Senior    |            |
| 1956–57   | Chet Forte             | Columbia      | Base          | Senior    |            |
| 1957–58   | Jim Cunningham         | Fordham       | Alero         | Senior    |            |
| 1958–59   | Al Seiden              | St. John's    | Base/Escolta  | Senior    |            |
| 1959–60   | Tom "Satch" Sanders    | NYU           | Ala-Pívot     | Senior    |            |
| 1960–61   | Tony Jackson           | St. John's    | Alero         | Senior    |            |
| 1961–62   | LeRoy Ellis            | St. John's    | Pívot         | Senior    |            |
| 1962–63   | Barry Kramer           | NYU           | Ala-Pívot     | Junior    |            |
| 1963–64   | Nick Werkman           | Seton Hall    | Ala-Pívot     | Senior    |            |
| 1964–65   | Warren Isaac           | Iona          | Ala-Pívot     | Senior    |            |
| 1965–66   | Albie Grant            | Long Island   | Alero         | Senior    |            |
| 1966–67   | Lloyd "Sonny" Dove     | St. John's    | Pívot         | Senior    |            |
| 1967–68   | Jim McMillian          | Columbia      | Alero         | Sophomore |            |
| 1968–69   | Jim McMillian (2)      | Columbia      | Alero         | Junior    |            |
| 1969–70   | Jim McMillian (3)      | Columbia      | Alero         | Senior    |            |
| 1970–71   | Charlie Yelverton      | Fordham       | Escolta       | Senior    |            |
| 1971–72†  | Rich Garner            | Manhattan     | Escolta       | Senior    |            |
| 1971–72†  | Tom Sullivan           | Fordham       | Pívot         | Senior    |            |
| 1972–73   | Bill Schaefer          | St. John's    | Ala-Pívot     | Senior    |            |
| 1973–74   | Bill Campion           | Manhattan     | Pívot         | Senior    |            |
| 1974–75   | Phil Sellers           | Rutgers       | Escolta       | Junior    |            |
| 1975–76   | Phil Sellers (2)       | Rutgers       | Escolta       | Senior    |            |
| 1976–77   | Rich Laurel            | Hofstra       | Escolta       | Senior    |            |
| 1977–78   | George Johnson         | St. John's    | Ala-Pívot     | Senior    |            |
| 1978–79   | Nick Galis             | Seton Hall    | Escolta       | Senior    |            |
| 1979–80   | Jeff Ruland            | Iona          | Pívot         | Junior    |            |
| 1980–81   | Gary Springer          | Iona          | Ala-Pívot     | Sophomore |            |
| 1981–82   | Dan Callandrillo       | Seton Hall    | Escolta       | Senior    |            |
| 1982–83   | Chris Mullin           | St. John's    | Alero         | Sophomore |            |
| 1983–84†  | Chris Mullin (2)       | St. John's    | Alero         | Junior    |            |
| 1983–84†  | Steve Burtt            | Iona          | Escolta       | Senior    |            |
| 1984–85   | Chris Mullin* (3)      | St. John's    | Alero         | Senior    |            |
| 1985–86   | Walter Berry*          | St. John's    | Ala-Pívot     | Senior    |            |
| 1986–87†  | Mark Jackson           | St. John's    | Base          | Senior    |            |
| 1986–87†  | Kevin Houston          | Army          | Base          | Senior    |            |
| 1987–88   | Mark Bryant            | Seton Hall    | Ala-Pívot     | Senior    |            |
| 1988–89   | John Morton            | Seton Hall    | Base          | Senior    |            |
| 1989–90   | Greg "Boo" Harvey      | St. John's    | Base          | Senior    |            |
| 1990–91   | Malik Sealy            | St. John's    | Alero         | Junior    |            |
| 1991–92   | Malik Sealy (2)        | St. John's    | Alero         | Senior    |            |
| 1992–93   | Terry Dehere           | Seton Hall    | Escolta       | Senior    |            |
| 1993–94†  | Artūras Karnišovas     | Seton Hall    | Alero         | Senior    |            |
| 1993–94†  | Izett Buchanan         | Marist        | Escolta       | Senior    |            |
| 1994–95   | Joe Griffin            | Long Island   | Alero         | Senior    |            |
| 1995–96   | Adrian Griffin         | Seton Hall    | Escolta/Alero | Senior    |            |
| 1996–97   | Charles Jones          | Long Island   | Base          | Junior    |            |
| 1997–98   | Felipe López           | St. John's    | Escolta       | Senior    |            |
| 1998–99   | Ron Artest             | St. John's    | Alero         | Sophomore |            |
| 1999–00   | Craig "Speedy" Claxton | Hofstra       | Base          | Senior    |            |
| 2000–01   | Norman Richardson      | Hofstra       | Escolta/Alero | Senior    |            |
| 2001–02   | Marcus Hatten          | St. John's    | Base          | Junior    |            |
| 2002–03   | Luis Flores            | Manhattan     | Base          | Junior    |            |
| 2003–04†  | Andre Barrett          | Seton Hall    | Base          | Senior    |            |
| 2003–04†  | Luis Flores (2)        | Manhattan     | Base          | Senior    |            |
| 2004–05   | Keydren Clark          | Saint Peter's | Base          | Junior    |            |
| 2005–06   | Quincy Douby           | Rutgers       | Escolta       | Junior    |            |
| 2006–07   | Jared Jordan           | Marist        | Base          | Senior    |            |
| 2007–08   | Jason Thompson         | Rider         | Pívot         | Senior    |            |
| 2008–09   | Charles Jenkins        | Hofstra       | Escolta       | Sophomore | [ 1 ]      |
| 2009–10   | Charles Jenkins (2)    | Hofstra       | Escolta       | Junior    | [ 2 ]      |
| 2010–11   | Charles Jenkins (3)    | Hofstra       | Escolta       | Senior    | [ 3 ]      |
| 2011–12   | Scott Machado          | Iona          | Base          | Senior    | [ 4 ]      |
| 2012–13   | Lamont Jones           | Iona          | Escolta       | Senior    | [ 5 ]      |
| 2013–14   | D'Angelo Harrison      | St. John's    | Escolta       | Junior    | [ 6 ]      |
| 2014–15   | Sir'Dominic Pointer    | St. John's    | Escolta/Alero | Senior    | [ 7 ]      |
| 2015–16   | Isaiah Whitehead       | Seton Hall    | Escolta       | Sophomore | [ 8 ]      |
| 2016–17   | Ángel Delgado          | Seton Hall    | Pívot         | Junior    | [ 9 ]      |
| 2017–18   | Shamorie Ponds         | St. John's    | Base          | Sophomore | [ 10 ]     |
| 2018–19   | Myles Powell           | Seton Hall    | Escolta       | Junior    | [ 11 ]     |
| 2019–20   | Myles Powell           | Seton Hall    | Escolta       | Senior    | [ 12 ]     |
| 2020–21   | Sandro Mamukelashvili  | Seton Hall    | Pívot         | Senior    | [ 13 ]     |
| 2021–22   | Ron Harper Jr.         | Rutgers       | Alero         | Senior    | [ 14 ]     |
| 2022–23   | Aaron Estrada          | Hofstra       | Base          | Senior    | [ 15 ]     |
| 2023–24   | Tyler Thomas           | Hofstra       | Escolta       | Graduate  | [ 16 ]     |
| 2024–25   | RJ Luis Jr.            | St. John's    | Escolta       | Junior    | [ 17 ]     |

## Ganadores por universidad
| Universidad   | Premios | Años |
| ------------- | ------- | --- |
| St. John's    | 28      | 1941, 1942, 1943, 1944, 1945, 1949, 1952, 1959, 1961, 1962, 1967, 1973, 1978, 1983, 1984†, 1985, 1986, 1987†, 1990, 1991, 1992, 1998, 1999, 2002, 2014, 2015, 2018, 2025 |
| Seton Hall    | 15      | 1953, 1964, 1979, 1982, 1988, 1989, 1993, 1994†, 1996, 2004† 2016, 2017, 2019, 2020, 2021                                                                                |
| Hofstra       | 9       | 1956, 1977, 2000, 2001, 2009, 2010, 2011, 2023, 2024 |
| Long Island   | 7       | 1936, 1937, 1939, 1950, 1966, 1995, 1997 |
| Iona          | 6       | 1965, 1980, 1981, 1984†, 2012, 2013 |
| NYU           | 6       | 1940, 1946, 1947, 1948, 1960, 1963 |
| Columbia      | 5       | 1951, 1957, 1968, 1969, 1970 |
| Fordham       | 5       | 1954, 1955, 1958, 1971, 1972† |
| Manhattan     | 4       | 1972†, 1974, 2003, 2004 |
| Rutgers       | 4       | 1975, 1976, 2006, 2022 |
| Marist        | 2       | 1994†, 2007 |
| Army          | 1       | 1987† |
| CCNY          | 1       | 1938 |
| Rider         | 1       | 2008 |
| Saint Peter's | 1       | 2005 |